# Die drei Niemandskinder
Die drei Niemandskinder ist ein deutsches Stummfilmdrama aus dem Jahre 1927 von Fritz Freisler mit Willi Forst, Xenia Desni und Greta Graal in den Titelrollen. Die Geschichte entstand nach dem gleichnamigen Roman von Carl Rössler.

## Handlung
Österreich in der Endphase des Habsburger-Reichs. In einer stürmischen Nacht findet man im Wald von Maxhausen eine ohnmächtige, hochschwangere Frau. Die Frau wird rasch in eine Waldhütte gebracht, wo sie kurz darauf ihr Baby zur Welt bringt. Wenig später stirbt sie. Die Frau hatte eine beträchtliche Menge an Bargeld bei sich. Die Neugeborene wird auf den Namen Eva getauft und kommt in die Obhut des Schlossverwalters von Maxhausen. Eva ist sechs Jahre alt, als im Schloss die Erzherzogin mit ihren Kindern, dem Jungen Peperl und dem Mädchen Poldi, einziehen. Die beiden hochwohlgeborenen Kindern freunden sich rasch mit Eva an. 1914 bricht der Erste Weltkrieg aus und mit ihm die Urkatastrophe des europäischen Kontinent. Am Ende gibt es Abermillionen Tote, Monarchiesturz und Hyperinflation. Schloss Maxhausen wird infolge all dessen an den Niederländer van Vriis verkauft. Derweil hat die verbliebene Bewohnerin, die mittlerweile 17-jährige Eva, sich den Nachstellungen ihres Ziehvaters zu erwehren. Eines Tages muss Herr van Vriis eingreifen, um eine Vergewaltigung zu verhindern. Eva ist klar, dass sie hier keinen Tag mehr länger bleiben kann. Ihre Ziehmutter überlässt ihr die einzige Hinterlassenschaft ihrer in der Geburtsnacht gestorbenen Mutter, einen wertvollen Ring. Dann reist Eva nach Salzburg ab, um ihre Jugendfreunde von einst wiederzutreffen.
Die erzherzogliche Familie lebt seit der erzwungenen Abdankung von Kaiser Karl in sehr ärmlichen Verhältnissen. Die alte Erzherzogin vermag sich nicht mit den neuen Verhältnissen abfinden und hat sich dafür entschieden, ins Kloster zu gehen. Eva, Poldi und Peperl, die drei Niemandskinder, deren Vergangenheit quasi durch die Verhältnisse der Zeit ausradiert wurde, haben ihr Leben noch vor sich und müssen sich nun dringend Arbeit suchen. Während Eva beim Film unterkommt, findet Poldi eine Anstellung im renommierten Bankhaus Grünthal. Eva besitzt gar kein Geld mehr, und so schlägt Peperl ihr vor, den von der Mutter hinterlassenen Ring zu veräußern. Man sucht den Bankier Grünthal auf, und der erkennt anhand des Rings sofort, dass Eva seine Tochter sein muss. Er hatte damals seine hochschwangere Frau fortgejagt, weil er in einem Eifersuchtsanfall annahm, dass sie ihn betrogen hätte. Nun ist der Alte überglücklich, seine mittlerweile fast erwachsene Tochter wiedergefunden zu haben. Eva und Peperl haben sich durch ihre Schicksalsgemeinschaft ineinander verliebt, während Poldi und der Holländer van Vriis, der den drei Niemandskinder in all den Jahren stets ein guter Freund gewesen war, ebenfalls zueinander finden.

## Produktionsnotizen
Die drei Niemandskinder entstand im März und April 1927, passierte die Filmzensur am 22. April desselben Jahres und wurde kurz darauf uraufgeführt. In Österreich lief der Film im Mai 1927 auch unter dem Titel Die Liebschaften der Leopoldine Habsburg.
Die Filmbauten gestaltete Julius von Borsody. Fred Lyssa übernahm die Aufnahmeleitung. E. W. Emo diente Fritz Freisler als Regieassistent.

## Kritiken
Das Kino-Journal konstatierte: “Wieder einmal ein guter Film, der sich wirklich so nennen darf und der sehr viel Anklang durch das anmutige Spiel von Xenia Desni und Greta Graal finden wird.”
Der Tag sah den Streifen „als ein Zeitbild ersten Ranges“.
Die Kärntner Zeitung schließlich befand, es “darf gerade dieser Film als besonders gelungen und nett bezeichnet werden. Nicht in jener Verlogenheit und Schadenfreude werden die Leiden einer Adelsfamilie aufgezeigt, wie dies mancherorts mit besonderer Freude geschieht. Mit viel Freude und großem Verständnis wurden Gestalten voll Lebenswärme gezeichnet, die auch dann sich wieder finden, wenn alle gewohnte Lebensumgebung vernichtet und zerschlagen ist.”